# Антикоагулянти
Антикоагуля́нти (грец. αντι — проти та лат. coagulatio — зсідання) — речовини, що перешкоджають зсіданню крові або уповільнюють його. 

## Види
Розрізняють 
- фізіологічні
- лікувальні
- та ін. [джерело?]

Система фізіологічних антикоагулянтів — антитромбін, гепарин та ін. — перешкоджає зсіданню крові в організмі.[джерело?]
Перешкоджають зсіданню крові також гірудин, що виділяється слинними залозами медичної п'явки, компоненти слини деяких видів кажанів, отрута ос, отрута деяких змій.
Лікувальні антикоагулянти застосовуються для запобігання утворенню тромбів при різних хворобливих станах. Як лікувальні антикоагулянти використовуються гепарин і синтетичні сполуки — наприклад, похідні оксикумарину (дикумарин, маркумар) та ін.. Для запобігання зсіданню крові поза організмом (при консервуванні донорської крові) застосовують здебільшого цитрат натрію(чи його похідні сполуки), рідше солі лимонної та щавлевої кислот. 
За механізмом дії лікувальні антикоагулянти, поділено на дві групи:
- Антикоагулянти прямої дії (прямі)
  - Нефракціонований стандартний гепарин
  - Низькомолекулярні фракціоновані гепарини
  - Похідні синтетичних пентасахаридів
- Антикоагулянти непрямої дії (непрямі)
  - Похідні кумаринів[2]
    - Похідні монокумаринів (варфарин, синкумар, маркумар)
    - Похідні дикумарини (дикумарин, тромексан)
    - Похідні індандіону (фенілін, діпаксин)

## Перелік

### Антикоагулянти прямої дії[3]
- Гепарин
- Еноксапарин (лат. Enoxaparinum, еноксипарин натрію)
- Надропарин (кальцію, лат. Nadroparinum, фраксипарин)
- Дальтепарин (лат. Dalteparinum)
- Тинзапарин (лат. Tinzaparinum)
- ревіпарин (натрію)
- далтепарин (натрію)
- фондапаринус
- Ривароксабан (лат. Rivaroxabanum, ривароксибан, Ксарелто)
- апіксабан
- Дабігатран (лат. Dabigatranum)
- Едоксабан

### Антикоагулянти непрямої дії
До АНД відносять
- Варфарин (Aldocumar, Athrombin-K1, Cofarin, Coumadin, Coumadine, Cumatox, Omefin, Orfarin, Marevan, Panwarfin, Prothromadin, Warfilone, Warnerin)
- Аценокумарол (Acenocoumarol, синоніми — Acenocoumarin, Acenocoumarolum, Neo-Sintrom, Nicoumalone, Sinthrome, Sintrom, Sintroma, Syncumar (синкумар), Trombostop)
- фенпрокумарол (Phenprocoumarol, синоніми — Falitron, Fenprocumon, Fenprocumone, Phenprocoumarole, Phenprocoumon, Phenprocoumone, Phenprocoumonum, Phenprocumone, Liquamar, Marcoumar, Marcumar)[6]
- Феніндіон (похідне індандіона-(1,3), лат. Phenindionum, фенілін(лат. PHENYLINUM)синоніми — Phenyldandione, Athromban, Danilone, Dievan, Emandione, Fenindiona, Hedulin, Indon, Phenindon, Thromasal, Thrombantin)Ця пропозиція вже застаріла

- Дикумарол (Dicumarol, синоніми — Antiprothrombin, Antithrombosin, Cumid, Dicuman, Kumoran, Mwellitoxin, Symparin, Synparin, Temparin, Trombosan)
- Етил біскумацетат[en] (лат. Aethylis biscoumacetas, синоніми — неодикумарин, пелентан (Pelentan), Dicumacil, Dicumaryl, Neodicumarin, Trombarin, Tromex, Tromexan)
- анізиндіон (Anisindione, похідне індандіона)

## Протипокази
Щодо застосування антикоагулянтів, важливо пам'ятати про абсолютні протипокази, так як це є обов'язковою складовою успішного лікування.

### Абсолютні протипокази до застосування антикоагулянтів непрямої дії
- відсутність лабораторного контролю
- геморагічні діатези
- гематологічні захворювання
- геморагічний інсульт
- виразки шлунково-кишкового тракту, ускладнені кровотечею
- політравма
- злоякісна артеріальна гіпертензія
- лікування тиреотоксикозу радіоактивним йодом
- вагітність, загроза викидня
- перикардит
- розшарування аорти
- нейроаксіальна анестезія
- діагностичні пункції
- важкі недуги печінки та нирок

### Абсолютні протипокази до застосування антикоагулянтів прямої дії
- гіперчутливість; підвищена чутливість до гепарину
- психічні захворювання, алкоголізм
- похилий вік, вагітність (особливо I і III триместри)
- труднощі контролю антикоагуляційного ефекту
- помірна і важка гіпертензія; неконтрольована тяжка артеріальна гіпертензія (АТ більше 180 мм рт.ст.)
- аневризма аорти, інфекційний ендокардит, гострий перикардит
- пептична виразка
- захворювання печінки; травми печінки, селезінки
- коліт, пухлини шлунково-кишкового тракту (ШКТ)
- хірургічне пошкодження сечового тракту
- порушення функції нирок помірного або важкого ступеня
- зареєстрований дефект гемостазу геморагічного характеру (наприклад, геморагічний діатез)
- політравма
- внутрішньочерепна кровотеча (у тому числі субарахноїдальний крововилив)
- недавно перенесена травма і хірургічна операція на головному мозку, спинному мозку, перенесені офтальмологічні операції (геморагічна ретинопатія), перенесений геморагічний інсульт
- недавно проведена біопсія печінки або нирок (тимчасові протипоказання)
- високий ризик розвитку кровотеч
- раптові падіння в анамнезі, або підвищений ризик раптових падінь
- недотримання лікарських рекомендацій[8]
- аборт, що розпочався
- спинномозкова та епідуральна анестезія
- II тип гепариніндукованої (імунної) тромбоцитопенії